# Marum (ancienne commune)
Pour les articles homonymes, voir Marum (Vanuatu) et Marum (homonymie).
Marum est une ancienne commune néerlandaise située dans la province de Groningue. Le 1er janvier 2019, elle est supprimée et rattachée à la nouvelle commune de Westerkwartier.

## Géographie

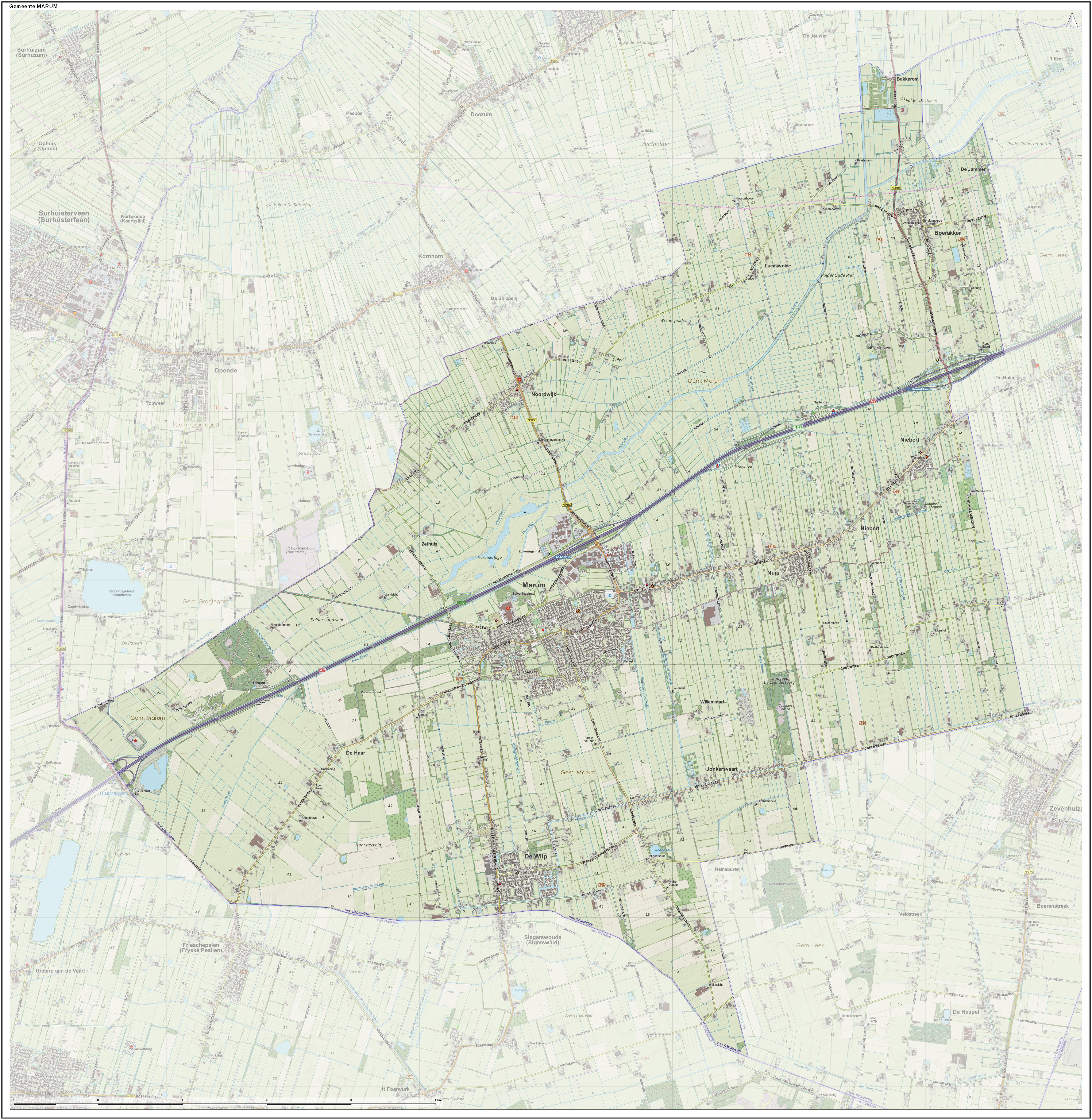
Carte topographique de la commune.

Elle s'étendait sur 64,88 km2 à l'ouest de Groningue et était limitrophe de la province de Frise. En plus de son chef-lieu Marum, elle regroupait les localités de Boerakker, De Wilp, Jonkersvaart, Lucaswolde, Niebert, Noordwijk et Nuis.

## Histoire
Marum est une commune indépendante avant le 1er janvier 2019, date à laquelle elle fusionne avec Grootegast, Leek et Zuidhorn, ainsi qu'avec une partie de celle de Winsum, pour former la nouvelle commune de Westerkwartier.

## Population et société

### Démographie
En 2018, la commune comptait 10 488 habitants.

### Langues
Une partie de la population, surtout parmi les plus âgés, parle le westerkwartiers, qui est le dialecte groningois de l'ouest de la province. En outre, en raison de la proximité avec la Frise, le frison est aussi parlé dans les localités de Marum et de De Wilp, mais cette langue n'a pas de caractère officiel dans cette ancienne commune.